# Threticus silvaticus
Threticus silvaticus är en tvåvingeart som beskrevs av Jezek 1985. Threticus silvaticus ingår i släktet Threticus och familjen fjärilsmyggor. Inga underarter finns listade i Catalogue of Life.